# سانی‌ساید (کوئینز)
سانی‌ساید ( به انگلیسی: Sunnyside) محله ای در بخش غربی بخش کوئینز شهر نیویورک است. این شهر از غرب با هانترز پوینت و لانگ آیلند سیتی ، از شمال با آستوریا ، از شرق با وودساید و از جنوب با ماسپث مرز مشترک دارد. این منطقه شامل منطقه تاریخی باغ‌های سانی‌ساید ، یکی از اولین جوامع برنامه‌ریزی‌شده در ایالات متحده است. 
نام «سانی‌ساید» از خانواده براگاو، هوگنوت‌های فرانسوی، گرفته شده است که این زمین را در سال ۱۷۱۳ خریداری کرده و ملک خود را «تپه سانی‌ساید» نامیدند.   سانی‌ساید یک دهکده روستایی بود که بیشتر شامل مزارع کوچک و مرداب‌ها می‌شد. این شهر در سال ۱۸۷۰ به شهر لانگ آیلند ملحق شد و پس از تکمیل پل کوئینزبورو در سال ۱۹۰۹ به یک مجتمع مسکونی تبدیل شد. بخش بزرگی از این محله، ساختمان‌های آپارتمانی شش طبقه‌ای است که در دهه‌های ۱۹۲۰ و ۱۹۳۰ ساخته شده‌اند.
سانی‌ساید در ناحیه ۲ کوئینز واقع شده و کدهای پستی آن ۱۱۱۰۱، ۱۱۱۰۴ و ۱۱۳۷۷ است.  این منطقه توسط حوزه 108 اداره پلیس نیویورک سیتی گشت‌زنی می‌شود.  از نظر سیاسی، سانی‌ساید توسط حوزه انتخابیه بیست و ششم شورای شهر نیویورک نمایندگی می‌شود. 